# Dallas Mavericks 1986-1987
La stagione 1986-1987 dei Dallas Mavericks fu la 7ª nella NBA per la franchigia.
I Dallas Mavericks vinsero la Midwest Division della Western Conference con un record di 55-27. Nei play-off persero al primo turno con i Seattle SuperSonics (3-1).

## Risultati
| Squadra           | V  | P  | %    | GB |
| ----------------- | -- | -- | ---- | -- |
| Dallas Mavericks  | 55 | 27 | 67,1 | -  |
| Utah Jazz         | 44 | 38 | 53,7 | 11 |
| Houston Rockets   | 42 | 40 | 51,2 | 13 |
| Denver Nuggets    | 37 | 45 | 45,1 | 18 |
| Sacramento Kings  | 29 | 53 | 35,4 | 26 |
| San Antonio Spurs | 28 | 54 | 34,1 | 27 |

## Roster
| N° | Naz.                      | Ruolo | Sportivo         | Anno | Alt. | Peso |
| -- | ------------------------- | ----- | ---------------- | ---- | ---- | ---- |
| 4  | Stati Uniti (bandiera)    | GA    | Al Wood          | 1958 | 198  | 88   |
| 6  | Stati Uniti (bandiera)    | G     | Myron Jackson    | 1964 | 191  | 84   |
| 12 | Stati Uniti (bandiera)    | G     | Derek Harper     | 1961 | 193  | 84   |
| 15 | Stati Uniti (bandiera)    | G     | Brad Davis       | 1955 | 191  | 82   |
| 21 | Stati Uniti (bandiera)    | G     | Dennis Nutt      | 1963 | 188  | 77   |
| 22 | Stati Uniti (bandiera)    | G     | Rolando Blackman | 1959 | 198  | 86   |
| 23 | Canada (bandiera)         | C     | Bill Wennington  | 1963 | 213  | 111  |
| 24 | Stati Uniti (bandiera)    | GA    | Mark Aguirre     | 1959 | 198  | 105  |
| 32 | Germania Ovest (bandiera) | A     | Detlef Schrempf  | 1963 | 206  | 97   |
| 33 | Germania Ovest (bandiera) | C     | Uwe Blab         | 1962 | 216  | 114  |
| 40 | Stati Uniti (bandiera)    | C     | James Donaldson  | 1957 | 218  | 125  |
| 42 | Stati Uniti (bandiera)    | AC    | Roy Tarpley      | 1964 | 211  | 107  |
| 44 | Stati Uniti (bandiera)    | AC    | Sam Perkins      | 1961 | 206  | 107  |

## Staff tecnico
- Allenatore: Dick Motta
- Vice-allenatore: Richie Adubato
- Preparatore atletico: Doug Atkinson